# James Fenimore Cooper
James Fenimore Cooper (Burlington, Nueva Jersey, 15 de septiembre de 1789 - Cooperstown, 14 de septiembre de 1851) fue un novelista estadounidense. Escribió ocho novelas de aventuras, en las cuales relata la vida de los pioneros y sus enfrentamientos con los  pieles rojas. Destacan Los pioneros (1823), El último mohicano (1826), La pradera (1827), El trampero (1840) y El cazador de ciervos (1841). Vivió la mayor parte de su vida en Cooperstown, ciudad fundada por su padre, William Cooper sobre un terreno de su propiedad. Fenimore Cooper fue durante buena parte de su vida un miembro de la Iglesia episcopal, contribuyendo con donaciones a su sostenimiento.
Si bien comenzó la Universidad, en Yale, en la que estuvo trea años, fue expulsado de la misma por conducta inapropiada. Antes de iniciarse como escritor sirvió en la marina de los Estados Unidos como guardiamarina, lo cual tuvo una gran influencia posteriormente en su literatura.
Su primera gran novela que le daría cierto reconocimiento, El espía, ambientada en la Guerra de Independencia, relataba una historia de contraespionaje. Se publicó en 1821. Escribió asimismo mucha literatura ambientada en el mar, siendo sus obras más conocidas aquellas ambientadas en el periodo fronterizo, aquel en que se produjeron la mayor parte de los asentamientos en territorios habitados por indios nativos americanos. Estas 5 novelas se conocen como Leatherstocking Tales (Historias de las medias de cuero). Sus novelas acerca del mundo naval han sido bien recibidas por los historiadores, siendo a veces criticadas por sus contemporáneos. Su novela romántica El último mohicano es sin duda la mejor y más conocida de todas.

## Biografía
J. F. Cooper se educó en Albany, Nueva York, y en Yale (New Haven, Connecticut), de donde fue expulsado por una falta menor. A pesar de eso, en su paso por esas instituciones formó amistades y relaciones con varias familias aristocráticas.
Su primera novela, Precautions, fue escrita a partir de la unión entre dos hechos de su vida privada: la lectura que su mujer hacía de un libro pésimo y una apuesta a su mujer en la que él afirmaba poder escribir un libro mejor del que ella leía. Su siguiente libro, The Spy, prefigura lo que será su obra posterior. Su novela más difundida, The Last Of The Mohicans, nos muestra sus temáticas más habituadas: el mar y las fronteras, el poblador y los pieles rojas. Intentó redactar una Historia de la Marina. En su pluma hay un contraste notorio entre la violencia de lo que narra y la lentitud de su prosa. Fue admirado por Honoré de Balzac.

## Años de juventud y familia
James Fenimore Cooper nació en Burlington, Nueva Jersey, en 1789, siendo hijo de William Cooper y su esposa Elizabeth. Fue el undécimo de doce hermanos, la mayoría de los cuales murieron durante la niñez o la juventud. Era descendiente de James Cooper de Stratford-upon-Avon, Warwickshire, Inglaterra, que emigró a las colonias americanas en 1679. James y su esposa fueron cuáqueros, miembros de esta comunidad religiosa que adquirió parcelas de tierra en Nueva Jersey y Pensilvania. 75 años después de su llegada a América, su bisnieto William nació el 2 de diciembre de 1754. Poco después del primer cumpleaños de James, su familia se desplazó a vivir a Cooperstown, Nueva York, una comunidad que había sido fundada por su padre en una gran extensión de tierra que fue adquirida con el fin de emprender. Más tarde, su padre fue elegido congresista de los Estados Unidos por el condado de Otsego. Su ciudad se situaba en un área que había sido habitada por los indios Iroqueses de las seis naciones. Estos indios se vieron forzados a dejar su territorio ya que habían sido aliados de Inglaterra y esta había perdido la guerra de Independencia.
Poco después de la Guerra de Independencia, el estado dispuso que estas tierras se destinasen a la venta y a sacarles partido. El padre de Cooper adquirió miles de acres en el norte del estado de Nueva York así como las cabeceras del río Susquehanna. En 1788, William Cooper ya había seleccionado e inspeccionado el lugar donde se fundaría Cooperstown. Levantó una casa en la ribera del lago Otsego y se mudó con su familia en el otoño de 1790. Poco después comenzaría la construcción de la mansión conocida como Otsego Hall, que fue completada en 1799 cuando James Fenimore tenía 10 años.

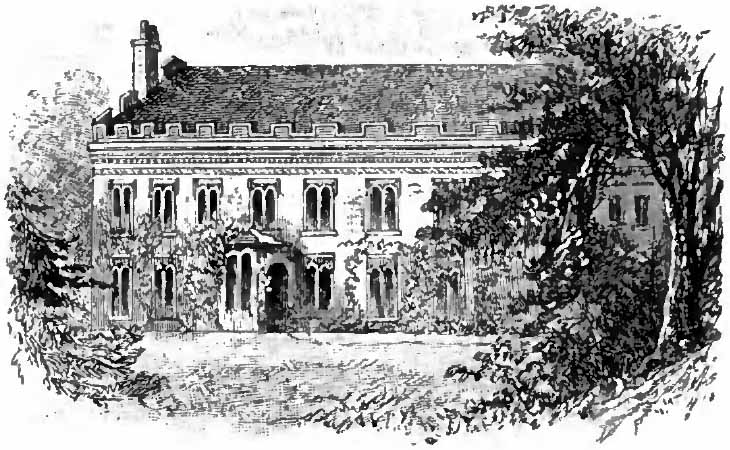
Otsego Hall, hogar de Fenimore Cooper

A la edad de 13 años comenzó Cooper sus estudios en Yale, pero sus bromas le impidieron terminar la misma, como por ejemplo volar la puerta de la habitación de otro estudiante, o encerrar un burro en la sala de rezos. Por ello, entre otros motivos, fue expulsado en su tercer año sin poder llegar a graduarse. Desilusionado, obtuvo un trabajo en 1806 como marinero, y a los 17 se enroló en la marina mercante. En 1811, obtuvo el rango de guardiamarina en la floreciente Marina de los Estados Unidos, conferido por una autorización del propio Thomas Jefferson.
A los 20 años, Cooper heredó una fortuna de su padre. Se casó con Susan Augusta en Mamaroneck, condado de Westchester, Nueva York, el 1 de enero de 1811 a los 21 años. Ella era hija de una acomodada familia leal a Inglaterra durante la Guerra de Independencia. Tuvieron 7 hijos, 5 de los cuales llegaron a adultos. Su hija Susan Fenimore Cooper escribió acerca de la naturaleza, el sufragio femenino y otros aspectos. Ella y su padre editaron sus trabajos recíprocamente. Entre sus descendientes está Paul Fenimore Cooper(1899-1970), que fue también escritor.

## Servicio en la Marina

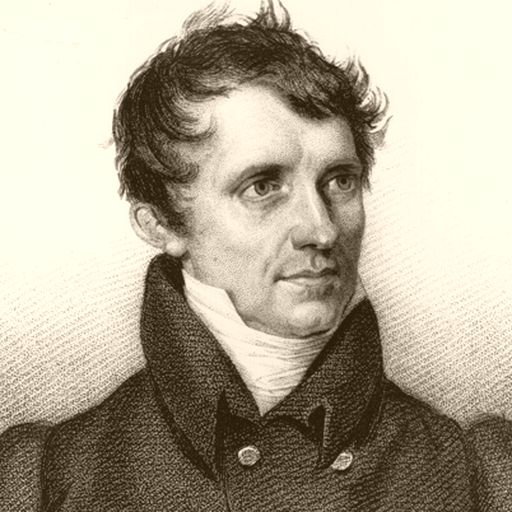
James Fenimore Cooper con el uniforme de guardiamarina

En 1806 a la edad de 17 años, Cooper se embarcó en el Sterling como marinero. En esa época, el Sterling estaba capitaneado por el joven John Johnston de Maine. Cooper sirvió como marinero en la proa. Su primer viaje duró 40 días de dura tormenta en el mar y lo llevó a un mercado inglés en Cowes con una carga de harina. Fue allí cuando Cooper trabó conocimiento con Inglaterra. El Sterling paso a través del estrecho de Dover y alcanzó Cowes, donde echó el ancla. Por aquel entonces Gran Bretaña estaba inmersa en la guerra con la Francia de Napoleón, de modo que el barco fue abordado por soldados ingleses, lo cual condujo a que uno de los tripulantes fuera hecho preso y obligado a trabajar para la Marina Inglesa.
Su siguiente viaje los llevó por el Mediterráneo a lo largo de la costa de España, por Águilas y el Cabo de Gata donde recogieron carga que debían llevar a América. Su estancia en España duró varias semanas, causando un gran impacto en el joven, el cual se vio reflejado en Mercedes de Castilla/Mercedes of Castile, una novela acerca de Cristóbal Colón.
Tras servir en el Sterling durante 11 meses, Cooper se unió a la Marina de los Estados Unidos el 1 de enero de 1808, cuando recibió el grado de guardiamarina. Cooper había realizado un buen trabajo como marinero y su padre, antiguo congresista, le aseguró este puesto gracias a sus contactos con políticos y oficiales. La autorización fue firmada por el mismo Thomas Jefferson y enviada por el secretario Naval Robert Smith, llegando a Cooper el 19 de febrero. Junto con dicha autorización había una copia de las normas navales, una descripción de la uniformidad que se requería y un juramento que Cooper debía de firmar delante de un testigo y devolver junto con la carta de aceptación. Cooper firmó el juramento, certificando este hecho el abogado de Nueva York William Williams Jr, que previamente había hecho lo mismo con la tripulación del Sterling. Después de certificar esta firma, Cooper envió el documento a Washington. El 24 de febrero, recibió órdenes de dirigirse al comandante Naval de Nueva York. Con este hecho se colmaban las aspiraciones que Cooper había tenido desde joven.
Su primera asignación ocurrió el 21 de marzo de 1808, a bordo del USS Vesuvius, un queche de 82 pies que llevaba 12 cañones y morteros de 13 pulgadas. Para su siguiente asignación, Cooper sirvió a las órdenes del teniente Melancthon Taylor Woolsey cerca de Oswego en el Lago Ontario, durante la construcción del USS Oneida, que prestaría servicio en el lago. El buque se utilizaría en la guerra contra Gran Bretaña que iba a comenzar. El buque se terminó u botó en la primavera de 1809. Fue durante este servicio cuando Cooper aprendió acerca de la construcción naval, los astilleros y la vida en la frontera. En su tiempo libre, Cooper se aventuraba en los bosques del estado de Nueva York, llegando a explorar las costas del lago Ontario. Hizo cruceros entre las Mil Islas, donde pasaba el tiempo pescando. Sus experiencias en la zona de Oswego le sirvieron de inspiración en alguno de sus trabajos, como por ejemplo la novela The Pathfinder.
Una vez terminada la construcción del Oneida en 1809, Cooper acompañó a Woolsey a las cataratas del Niagara y se le ordenó dirigirse al lago Champlain para servir a bordo de un cañonero hasta que llegara el invierno y el lago se congelase. El 13 de noviembre de ese mismo año, fue asignado al USS Wasp a las órdenes del capitán James Lawrence, originario de Burlington y amigo personal de los Cooper. Fue a bordo de este barco donde Cooper conoció a su gran amigo William Bradford Shubrick, que también era guardiamarina. A él dedicó Cooper The Pilot y The Red Rover, así como otras narraciones.

## Literatura

### Primeras narraciones

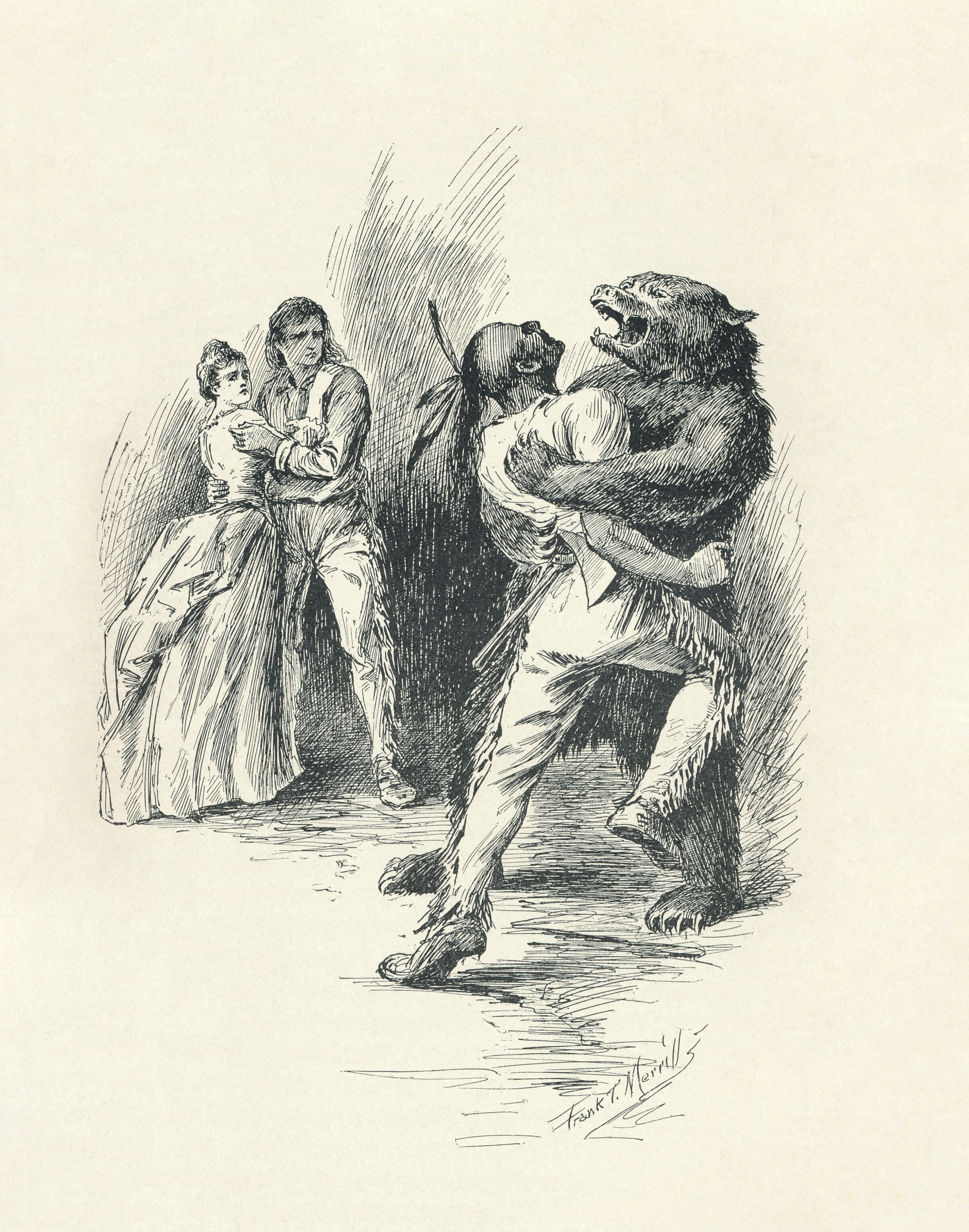
El último Mohicano, ilustración de la edición de 1896

En 1820, la esposa de Cooper, Susan, apostó que él podría escribir un libro mejor que aquél que ella estaba leyendo en ese momento. Respondiendo a la apuesta, Cooper escribió la novela Precaution. El enfoque de esta novela, tanto en la moral como en las formas, estaba muy influido por la obra de Jane Austen. Cooper publicó Precaution de forma anónima, tuvo una acogida modesta en los Estados Unidos y también en Inglaterra. En contraste con ello, su segunda novela, The Spy (El espía), se inspiraba en una historia que le contó su vecino y amigo, John Jay. Fue más exitosa, convirtiéndose en un superventas. El lugar donde ocurrían los hechos, narrados durante la guerra de Independencia, se cree que se inspiraba en el hogar familiar de John Jay en Rye (Nueva York). En 1823, Cooper publicó The Pioneers (Los pioneros), la primera novela de la serie Leatherstocking Tales. En ella el personaje central es Natty Bumppo, un ingenioso leñador americano, y el tema es su relación con los indios de Delaware y su jefe Chingachgook. Bumppo fue también el personaje principal de la novela más famosa de Cooper, El último mohicano (1826), escrita en Nueva York, donde Cooper vivió de 1822 a 1826. El libro se convirtió en una de las novelas más leídas del siglo XIX en los Estados Unidos.
En 1823, Cooper vivía en Nueva York, en Beach Street, lo que hoy sería Tribeca. Mientras estuvo allí fue miembro de la sociedad filosófica de Filadelfia. En agosto de ese año murió su primer hijo.
En 1824, el general Lafayette llegó desde Francia a bordo del Cadmus a Castle Garden, Nueva York, como invitado del país. Cooper fue testigo de su llegada y uno de los miembros del comité de bienvenida.

### Europa
En 1826, Cooper se mudó con su familia a Europa, buscando tener más ingresos con sus libros así como mejorar la educación de sus hijos. Aun viviendo fuera, Cooper continuó escribiendo. Sus libros se publicaron en París e incluyeron The Red Rover y The Water Witch, dos de sus historias relacionadas con el mar. Durante su estancia en París, la familia Cooper fue considerada como el prototipo de la familia americana expatriada. Durante estos años, tuvo amistad con el pintor Samuel Morse y con el general y héroe de la guerra de Independencia Gilbert du Motier, marqués de Lafayette.
En 1832, Cooper se mostró como un activista político, enviando cartas a Le National, un periódico parisino. En ellas defendía a los Estados Unidos contra las acusaciones vertidas por la Revue Britannique. Durante el resto de su vida continuó esta lucha a través del papel, a veces por el interés nacional, a veces por el personal y muchas otras por ambos a la vez.
Este cambio de Cooper hacia la política supuso un cambio también en su literatura, como demuestra The Bravo (1831), con un ataque al antirrepublicanismo europeo. Cooper continuó con su discurso político en The Heidenmauer (1832) y The Headsman of the Abbaye of Vigneron (El verdugo: la abadía de Vigneron, 1833). En The Bravo Cooper presenta a una oligarquía veneciana depredadora e implacable que se esconde bajo la máscara de una república tranquila. Todos estos libros fueron muy leídos tanto en Estados Unidos como en Europa, aunque The Bravo fue un fracaso de crítica en los Estados Unidos.

### De vuelta a América
En 1833, Cooper volvió a los Estados Unidos y publicó A letter to my countrymen (Una carta a mis paisanos), una crítica a la moralidad. El material promocional del editor indicaba que:
```
      
A letter to my countrymen
 sigue siendo la obra de crítica social más dura de Cooper. En ella, define el papel del "hombre culto" en una república, el verdadero conservador, la esclavitud de las afiliaciones a partidos y la naturaleza del poder legislativo del gobierno. También ofrece su argumento más persuasivo sobre por qué Estados Unidos debería desarrollar su propio arte y cultura literaria, ignorando el arte aristócrata y monárquicamente contaminado de Europa.
```

Sus siguientes novelas relataban parte de sus experiencias en Europa. Homeward Bound y Home as Found son conocidas por contener un retrato de sí mismo bastante idealizado.
En junio de 1834, Cooper decidió reabrir la mansión de Otsego Hall en Cooperstown. Llevaba mucho tiempo cerrada en un pobre estado de conservación; él y su familia habían estado ausentes 16 años. Comenzados los arreglos, la casa se volvió habitable en poco tiempo. En principio, pasaban el invierno en Nueva York y el verano en Cooperstown, viviendo permanentemente en Otsego Hall con el paso del tiempo.
El 10 de mayo de 1839, Cooper publicó History of the Navy of the United States of America (Historia de la marina de los Estados Unidos de América), la cual llevaba tiempo deseando escribir. Antes de su partida a Europa ya anunció sus intenciones de escribir un trabajo histórico de tal magnitud:
```
     
Espoleado por su amabilidad, aprovecharé la  oportunidad para registrar las andanzas y los sufrimientos de una clase de hombres con los cuales esta nación tiene una deuda de gratitud, una clase de hombres entre los que siempre estoy dispuesto a declarar que he pasado algunos de los días más felices de mi juventud.
```

### Trabajo histórico y náutico
Su relato histórico de la marina de la Estados Unidos fue bien recibido en un principio, aunque con el paso del tiempo sería duramente criticado tanto en América como en Europa. Le llevó 14 años investigar y reunir material para llevar a cabo el proyecto. Su relación con la Marina y sus oficiales, así como su familiaridad con la vida en el mar le proporcionaron la base y las conexiones para llevar a cabo dicha investigación. Se suele decir que este trabajo soportó bastante bien el paso del tiempo, y se lo considera un relato bastante fiel de la Marina de aquella época.

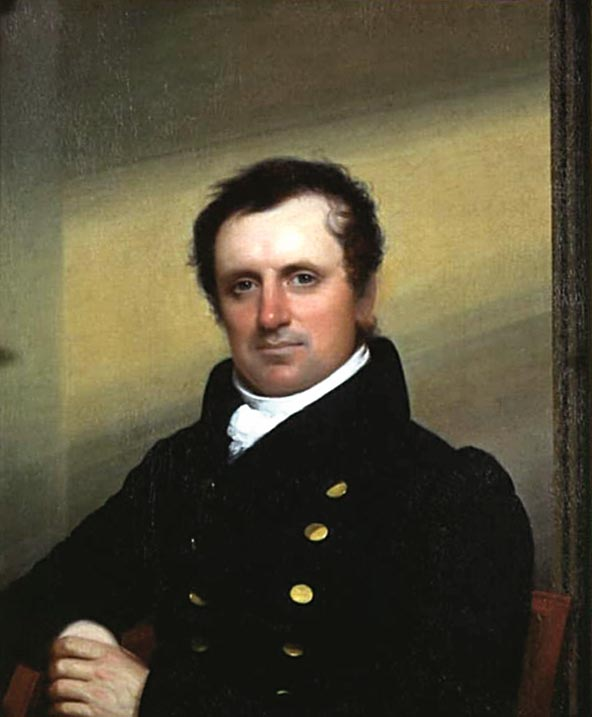
Retrato de Fenimore Cooper por John Wesley Jarvis, en uniforme naval

 En 1844 se publicó Proceedings of the naval court martial in the case of Alexander Slidell Mackenzie, a commander in the navy of the United States (Procedimiento de la corte marcial naval en el caso de Alexander Sidell Mackenzie, comandante de la Marina de los Estados Unidos), en la Graham's Magazine. Este no era más que una revisión del proceso contra Alexander Slidell Mackenzie, quien había colgado a 3 marineros por amotinamiento mientras navegaban. Uno de los muertos, Phillip Spencer de 19 años, era hijo del secretario John C. Spencer. Fue ejecutado sin juicio junto con otros dos marineros a bordo del USS Sommers mientras intentaban presuntamente amotinarse. Antes de este asunto, Cooper se encontraba realizando una revisión de la versión de la batalla del lago Erie, dada por Mackenzie. Mackenzie se había quejado de la interpretación de Cooper de dicha batalla, contenida en History of the Navy of the United States. No obstante, Cooper mostró cierta simpatía por Mackenzie durante el juicio, a pesar de ello.
En 1846, Cooper publicó Lives of Distinguished American Naval Officers (Vidas de distinguidos oficiales americanos), obra que cubría la vida de los comodoros William Bainbridge, Richard Somers, John Shaw, William Shubrick y Edward Preble. Cooper murió en 1851. En mayo de 1853 su obra Old Ironsides (Viejas costillas de hierro) apareció en el Putnam's Monthly. Contaba la historia del USS Constitution y fue su primera publicación póstuma. En 1856, 5 años después de su muerte, se publicó History of the Navy of the United States, un tratado sobre la Marina de los Estados Unidos de principios del siglo XIX. Este trabajo está reconocido por los historiadores de hoy en día como un trabajo con gran fidelidad. No obstante fue criticado en su momento por su poca precisión en ciertos aspectos. Por ejemplo, se dice que el relato de la batalla de Erie es muy poco preciso. Debido a tales quejas, Cooper demandó a Park Benjamin Sr., editor del Evening Signal de Nueva York.

### Reacción de la crítica
Los libros de Cooper, junto con su autopromoción y el alto concepto que tenía de sí mismo, aumentaron la distancia entre él y su público. Los reformistas fueron muy duros con él, llegando Cooper a demandarlos en varias ocasiones, juicios que ganó en todos los casos.
Después del último caso, Cooper volvió a escribir con más energía y éxito que lo había hecho en años precedentes. El 10 de mayo de 1839, publicó History of the U.S. Navy, para volver luego a su serie Leatherstocking Tales con The Pathfinder, The Inland Sea(1840) y The Deerslayer(1841) junto con otras novelas. De nuevo escribió sobre el mar, incluyendo Ned Meyers o A Life Before the Mast, de gran interés para historiadores navales.
A finales de los años 40, Cooper volvió a los ataques contra sus críticos y enemigos en la serie de novelas Littlepage Trilogy donde defendía a los terratenientes del río Hudson, saliendo en su auxilio contra los ganaderos/arrendatarios en las guerras contra el arriendo que tuvieron lugar en la mitad de este siglo en el norte de Nueva York. Una de sus últimas novelas fue The Crater, un relato alegorico del ascenso y caída de los Estados Unidos, de 1848. En The Crater, Cooper criticó prestando la narrativas del naufragio popularizada por Robinson Crusoe de Daniel Defoe los "absurdos modernos" de la democracia jacksoniana. Su creciente sentido de fatalidad histórica se ejemplificó en este trabajo. Al final de su carrera, escribió una sátira sobre la vida social estadounidense y las prácticas legales llamada The Ways of the Hour, en 1850.

## Últimos años
En sus últimos relatos Cooper pasó de la ficción a la búsqueda de la controversia y al arte, con los que había conseguido buenos resultados como por ejemplo en Littlepage Manuscripts(1845-1846). Su siguiente novela fue The Crater, or Vulcan's Peak (1847), en la que introducía elementos sobrenaturales. Jack Tier fue una revisión de The Red Rover, y The Ways of the Hour su última novela completa.
Cooper pasó sus últimos años de vuelta a Cooperstown, muriendo el 14 de septiembre de 1851, el día antes de su 62 cumpleaños. Fue enterrado en el mismo cementerio que su padre, William Cooper. Su esposa Susan le sobrevivió unos meses, siendo enterrada al lado de Cooper.
Varios escritores, políticos y otras figuras relevantes y conocidas honraron su memoria con una cena en Nueva York, seis meses después de su muerte. En febrero de 1852, Daniel Webster presidía el evento dando un discurso a los presentes, oficiando Washington Irving como copresidente y dando William Cullen Bryant un emotivo discurso que ayudó en buena medida a reparar la dañada reputación de Fenimore Cooper entre los escritores de la época.

## Actividades religiosas
Desde su juventud Cooper fue un seguidor de la Iglesia Episcopal donde profundizó en sus convicciones a lo largo de su vida. Fue miembro activo de la Iglesia Episcopal cristiana, la cual tenía una pequeña parroquia próxima al hogar de los Cooper. Más tarde, en 1834, se convirtió en guardián y miembro de la sacristía. Como miembro hizo donaciones a la iglesia y supervisó y rediseñó su interior pagando dichas reformas de su propio bolsillo. En julio de 1851 fue confirmado por el reverendo Mr. Birdsall.

## Legado

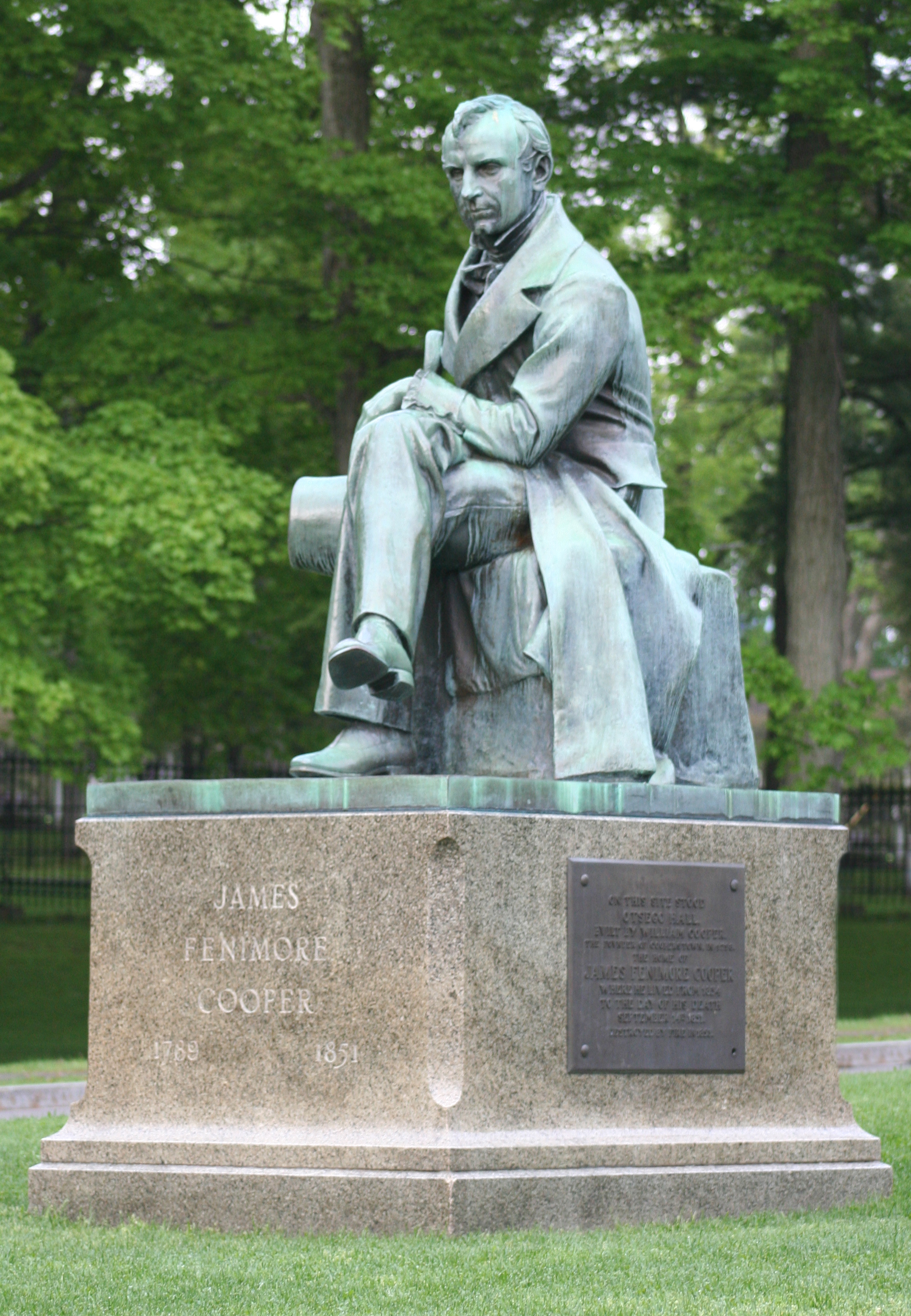
Estatua en Cooperstown, Nueva York

Cooper fue uno de los autores más populares del siglo XIX, siendo su trabajo admirado en todo el mundo. Aún mientras estaba en su lecho de muerte, el compositor Franz Schubert deseaba fervientemente leer las novelas de Cooper y novelistas como Honoré de Balzac le admiraban enormemente. Henry David Thoreau, estudiando en Harvard, utilizó partes de la obra de Cooper para su propio trabajo. El trabajo de Cooper, particularmente The Pioneers y The Pilot, demuestran una preocupación por la alternancia de la prudencia y la negligencia con los derechos de propiedad que por aquel entonces aún estaban en disputa.
Cooper fue uno de los primeros grandes novelistas en incorporar personajes africanos, afroamericanos o nativos americanos a sus trabajos. Particularmente los nativos americanos desempeñan papeles principales en Leatherstocking Tales. No obstante, el tratamiento de este grupo es complejo y subraya la tenue relación entre los colonos y los indios americanos como por ejemplo en The Wept of Wish-ton-Wish, donde se describe a una joven blanca cuidada por un jefe indio y devuelta después de varios años a sus padres. A menudo, da vistas contrastadas de personajes nativos para enfatizar su capacidad para el bien, o al revés, su capacidad para el mal. El último mohicano incluye ambos en el personaje de Magua, desprovisto de cualquier cualidad buena, así como Chingachgook, el último jefe de los mohicanos, presentado como noble, con coraje y heroico. En 1831, Cooper fue elegido para la Academia Nacional de Diseño/Academia Nacional de Nueva York como miembro honorario.
Según Tad Szulc, Cooper fue un admirador de la causa polaca (los levantamientos para conseguir la soberanía polaca). Llevó banderas del derrotado régimen polaco desde Varsovia a los líderes exiliados en París. Y aunque Cooper y el marqués de La Fayette eran amigos, no está muy claro como Cooper consiguió llegar a Varsovia en ese momento histórico, si bien Cooper era un partidario en favor de los movimientos democráticos europeos.
Aunque algunos eruditos dudan sobre si clasificar a Cooper como un Romántico, Victor Hugo lo declaró más romántico que el mayor de los románticos. Mark Twain hizo una famosa crítica de The Deerslayer y The Pathfinder en su ensayo satírico Fenimore Cooper's Literary Offenses, que retrata la forma de escribir de Cooper como cliché y exagerada. Cooper fue honrado con un sello conmemorativo lanzado en 1940, dentro de la serie Famous American.

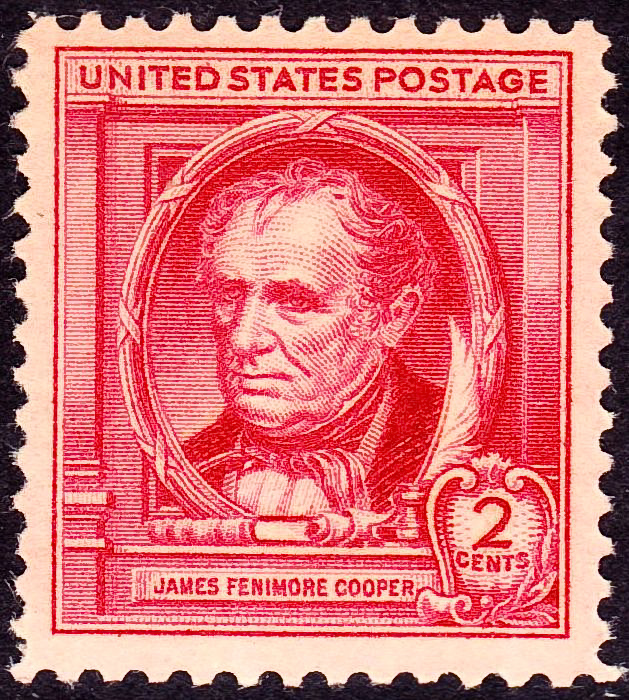
Cooper fue honrado en un sello conmemorativo, Famous American series, lanzado en 1940

Cooper fue también criticado con dureza por su representación de las mujeres en su obra. James Rusell Lowell, contemporáneo y crítico, se refirió a él en A Fable for critics, escribiendo "...la mujeres que el pinta son como un modelo que no varia/ todas cursis como arces y planas como praderas".
Su reputación actual descansa fundamentalmente en sus novelas Leatherstocking Tales. En lo referente al resto de su obra. el erudito y crítico Leslie Fiedler dijo que "sus trabajos de recopilación son monumentales en lo que se refiere a la aburrida acumulación".
Tres salones de la Universidad Estatal de Nueva York en Oswego se han nombrado en su honor(Cooper Hall, The Pathfinder y Littlepage) debido a su residencia temporal en Oswego y por situar algunos de sus trabajos allí. La lámpara colgante roja y dorada de la biblioteca de la Casa Blanca en Washington D. C. perteneció a la familia de James Fenimore Cooper. Se transportó gracias a los esfuerzos de Jacqueline Kennedy para la restauración de la Casa Blanca. El premio James Fenimore Cooper de la Universidad de Nueva York se da al mejor trabajo de licenciatura para los estudiantes de periodismo.
En 2013 Cooper entró en el Salón de la Fama de Escritores de Nueva York.
Las novelas de Cooper fueron muy conocidas en todo el mundo, incluyendo por ejemplo Rusia. En particular buena parte del interés de Rusia por sus novelas lo suscitó la novela The Pathfinder, a la que el conocido crítico ruso Vissarion Belinsky llamó "drama Shakespiriano en forma de novela". Cooper fue más conocido en Rusia por su nombre Fenimore, que sonaba más exótico para los rusos. Por ejemplo, en la película de 1977, el secreto de Fenimore, que era la tercera parte de la serie de televisión Three Cheerful Shifts(tres cambios alegres), se cuenta la historia de un extraño conocido como Fenimore, que visita los dormitorios de un campamento de verano por la noche, relatando fascinantes historias de Indios y extraterrestres.

## Obra
| Año  | Título | Género                 | Temática, Localización, periodo                                                             |
| ---- | --- | ---------------------- | ------------------------------------------------------------------------------------------- |
| 1820 | Precaution (Precaución) | novela                 | Inglaterra, 1813-1814                                                                       |
| 1821 | The Spy: A Tale of the Neutral Ground (El Espía: Historia del Territorio Neutral) | novela                 | Westchester County, Nueva York, 1780                                                        |
| 1823 | The Pioneers: or The Sources of the Susquehanna (Los Pioneros: o Las Fuentes del Susquehanna) | novela                 | Leatherstocking, Otsego County, Nueva York, 1793-1794                                       |
| 1823 | Tales for Fifteen: or Imagination and Heart (Historias Para Quinceañeros: o Imaginación y Corazón) | 2 historias cortas     | escritas bajo el seudónimo de Jane Morgan                                                   |
| 1824 | The Pilot: A Tale of the Sea (El Piloto: Una Historia del Mar) | novela                 | John Paul Jones, Inglaterra, 1780                                                           |
| 1825 | Lionel Lincoln: or The Leaguer of Boston (Lionel Lincoln o El Miembro de la Liga de Boston) | novela                 | Batalla de Bunker Hill, Boston, 1775-1781                                                   |
| 1826 | The Last of the Mohicans: A narrative of 1757 (El Último Mohicano: Una Narración de 1757) | novela                 | Leatherstocking, guerra Indian-Francesa, Lago George y Adirondacks, 1757                    |
| 1827 | The Prairie (La Pradera) | novela                 | Leatherstocking, medio oeste americano, 1805                                                |
| 1828 | The Red Rover: A tale (El Corsario Rojo: Una Historia) | novela                 | Newport, Rhode Island y océano Atlántico, piratas, 1759                                     |
| 1828 | Notions of the Americans: Picked up by a Travelling Bachelor (Nociones Sobre los Americanos) | no ficción/evento real | América para lectores europeos                                                              |
| 1829 | The Wept of Wish-ton-Wish: A Tale | novela                 | Connecticut oeste, puritanos e indios, 1660-1676                                            |
| 1830 | The Water-Witch: or the Skimmer of the Seas (La Bruja del Agua) | novela                 | Nueva York, contrabandistas, 1713                                                           |
| 1830 | Letter to General Lafayette (Carta al General Lafayette) | política               | Francia contra Estados Unidos, coste del gobierno                                           |
| 1831 | The Bravo:A tale | novela                 | Venecia, siglo XVIII                                                                        |
| 1832 | The Heidenmauer or:The Benedictines, A legend of the Rhine (Las Benedictinas, Una Leyenda del Rin) | novela                 | Renania, siglo XVI                                                                          |
| 1832 | No steamboats (No hay buques de vapor) | historia corta         |                                                                                             |
| 1833 | The Headsman: The Abbaye des Vignerons (El Verdugo: La Abadía de Vigneron) | novela                 | Ginebra, Suiza y los Alpes, siglo XVIII                                                     |
| 1834 | A letter to his countrymen (Una carta a sus compatriotas) | política               | por qué Cooper dejó temporalmente de escribir                                               |
| 1835 | The Monikins | novela                 | Antártida, monos aristócratas 1830, una sátira de la política inglesa y americana           |
| 1836 | The Eclipse (El Eclipse) | memoria                | Eclipse solar en Cooperstown, Nueva York 1806                                               |
| 1836 | An Execution at Sea (Una Ejecución en el Mar) | historia corta         | ejecución de un asesino a bordo de un buque                                                 |
| 1836 | Gleanings in Europe: Switzerland (Sketches of Switzerland) (Muestras de Europa: Bocetos de Suiza) | historia de viaje      | Senderismo en Suiza, 1828                                                                   |
| 1836 | Gleanings in Europe: The Rhine (Sketches of Switzerland, Part Second) (Muestras de Europa: El Rin) | historia de viaje      | viaje por Francia, Renania y Suiza, 1832                                                    |
| 1836 | A Residence in France: With an Excursion Up the Rhine, and a Second Visit to Switzerland (Residencia en Francia: Con una Excursión por el Rin) | historia de viaje      |                                                                                             |
| 1837 | Gleanings in Europe: France (Muestras de Europa:Francia) | historia de viaje      | viviendo y viajando por Francia, 1826-1828                                                  |
| 1837 | Gleanings in Europe: England (Muestras de Europa: Inglaterra) | Historia de viaje      | Viajes por Inglaterra, 1826, 1828, 1833                                                     |
| 1838 | Gleanings in Europe: Italy (Muestras de Europa: Italia) | Historia de viaje      | Viajes por Italia, 1828-1830                                                                |
| 1838 | The American Democrat: or Hints on the Social and Civic Relations of the United States of America (El Demócrata Americano: Pistas Sobre las Relaciones Cívicas en los Estados Unidos)                                                                             | No ficción/evento real | Sociedad americana y gobierno                                                               |
| 1838 | The chronicles of Cooperstown (Crónicas de Cooperstown) | Histórica              | Historia local de Cooperstown, Nueva York                                                   |
| 1838 | Homeward Bound: or The Chase: A Tale of the Sea (De Regreso a Casa) | Novela                 | Costa de África y océano Atlántico, 1835                                                    |
| 1838 | Home as Found: Sequel to Homeward Bound (Secuela de De regreso a Casa) | novela                 | Eve Effingham, Nueva York y Otsego County, Nueva York, 1835                                 |
| 1839 | The History of the Navy of the United States of America (La Historia de la Marina de los Estados Unidos de América) | Histórica              | Historia naval                                                                              |
| 1839 | Old Ironsides (Viejas Costillas de Hierro) | Histórica              | Historia de la fragata USS Constitution, publicada en 1853                                  |
| 1840 | The Pathfinder, or The Inland Sea (El guía) | Novela                 | Leatherstocking, Oeste de Nueva York, 1759                                                  |
| 1840 | Mercedes of Castile: or, The Voyage to Cathay (Mercedes de Castilla) | Novela                 | Cristóbal Colón en las Indias occidentales, 1490                                            |
| 1841 | The Deerslayer: or The First Warpath (El Cazador de Ciervos) | Novela                 | Leatherstocking, Lago Otsego, 1740-1745                                                     |
| 1842 | The two Admirals (Los Dos Almirantes) | Novela                 | Canal de Inglaterra, levantamiento escocés, 1745                                            |
| 1842 | The Wing-and-Wing: le Le Feu-Follet (Jack o Lantern) | Novela                 | Costa italiana, guerras napolitanas, 1745                                                   |
| 1843 | Autobiography of a Pocket-Handkerchief,(Autobiografía de un Pañuelo de Bolsillo) publicada como - Le Mouchoir: An Autobiographical Romance - The French Governess: or The Embroidered Handkerchief - Die franzosischer Erzieheren: oder das gestickte Taschentuch | Novela corta           | Sátira social, Francia y Nueva York, década de los 30(1830)                                 |
| 1843 | Richard Dale |                        |                                                                                             |
| 1843 | Wyandotte: or The Hutted Knoll. A Tale | novela                 | Valle de Butternut en Otsego County, Nueva York, 1763-1776                                  |
| 1843 | Ned Myers: or Life before the Mast (Ned Myers o La Vida en la Proa) | biografía              | compañero de Cooper que sobrevivió al hundimiento de una corbeta durante una tormenta       |
| 1844 | Afloat and Ashore: or The Adventures of Miles Wallingford. A Sea Tale (A Flote y en Tierra Firme) | novela                 | Condado del Úlster y en todo el mundo, 1795-1805                                            |
| 1844 | Miles Wallingford: Sequel to Afloat and Ashore (Secuela de A Flote y en Tierra Firme) - British title: Lucy Hardinge: A Second Series of Afloat and Ashore (1844)(título inglés)                                                                                  | novela                 | Condado del Úlster y en todo el mundo, 1795-1805                                            |
| 1844 | Proceedings of the Naval Court-Martial in the Case of Alexander Slidell Mackenzie, &c. (Procedimiento de la corte marcial naval en el caso de Alexander Slidell Mackenzie,)                                                                                       |                        |                                                                                             |
| 1845 | Satanstoe: or The Littlepage Manuscripts, a Tale of the Colony (Historia de la Colonia) | novela                 | ciudad de Nueva York, Westchester County, Albany, Adirondacks, 1758                         |
| 1845 | The Chainbearer; or, The Littlepage Manuscripts (El Portador de la Cadena) | novela                 | Westchester County, Adirondacks, años 80(1780)                                              |
| 1846 | The Redskins; or, Indian and Injin: Being the Conclusion of the Littlepage Manuscripts (Los Pieles Rojas) | novela                 | guerras anti arrendamiento, Adirondacks, 1845                                               |
| 1846 | Lives of Distinguished American Naval Officers (Vidas de Distinguidos Oficiales Navales Americanos) | biografía              |                                                                                             |
| 1847 | The Crater; or, Vulcan's Peak: A Tale of the Pacific(Mark's Reef)(El cráter o el pico de Vulcano) | novela                 | Filadelfia, Bristol y una isla desierta del Pacífico, principios del siglo XIX              |
| 1848 | Jack Tier: or the Florida Reefs (Jack Tier o los arrecifes de Florida) | novela                 | Callos de Florida, invasión a México, 1846                                                  |
| 1848 | The Oak Openings: or the Bee-Hunter (El Cazador de Abejas) | novela                 | Río Kalamazoo, Míchigan, guerra de 1812                                                     |
| 1849 | The Sea Lions: The Lost Sealers (Los Leones Marinos) | novela                 | Long Island y la Antártida,1819-1820                                                        |
| 1850 | The Ways of the Hour (Las Formas Actuales) | novela                 | Dukes County, Nueva York, novela sobre misterio, corrupción y derechos de las mujeres, 1846 |
| 1850 | Upside Down or Philosophy in Petticoats(Del Revés) | teatro                 | sátira del socialismo                                                                       |
| 1851 | The Lake Gun (La Pistola del Lago) | historia corta         | Lago Séneca, Nueva York, sátira política basada en el folklore                              |
| 1851 | New York: or The Towns of Manhattan(Nueva York) | novela                 | historia sin terminar publicada en 1964                                                     |

## Familia
Su hija, Susan Fenimore Cooper, fue naturalista, escritora, novelista, editora y diarista.